# 龚氏长鳍天竺鲷
龚氏长鳍天竺鲷（学名：Archamia goni）为天竺鲷科长鳍天竺鲷属的鱼类。分布于台湾西部、西南部等。该物种的模式产地在台湾。